# Manoir d'Hagalund
Le manoir d'Hagalund (en finnois : Hagalundin kartano) est un manoir situé dans les quartiers d'Otaniemi et de Tapiola à Espoo en Finlande.
Le manoir est à proximité de la Kehä I.

## Présentation
Le manoir a appartenu aux familles von Wright, von Numer, Sinebrychoff et Grahn. 
L'histoire du manoir commence dans les années 1540. Le bâtiment principal date du début du XIXe siècle, il a été construit par Carl Johan von Numers. 
À partir de 1857, le manoir appartenait à Pavel Sinebrychoff . 
Dans les années 1920, il passa à Arne Grahn , neveu de la veuve de son fils Paul Sinebrychoff , Fanny Sinebrychoff . 
Dans les années 1950, les vastes terres du manoir ont été converties en une zone résidentielle, qui comprenait Tapiola et une partie d'Otaniemi.
Parmi les bâtiments du manoir, le bâtiment principal et trois anciens bâtiments résidentiels et commerciaux restent à Otaniemi en relation avec la zone du  campus de l'Université Aalto.  
L'école d'équitation de Tapiola fonctionne dans les écuries du manoir.